# نظام لاهاي
يوفر نظام لاهاي -المنظمة العالمية للملكية الفكرية آليةً دوليةً لتأمين وإدارة حقوق التصاميم في بلدان ومناطق متعددة،  بنفس الوقت، وذلك من خلال طلب واحد يودع مباشرة لدى الويبو. ويزوّد التسجيل الدولي الناتج عن معالجة الطلب الواحد أصحابَ التصاميم ما يعادل مجموعةً من التسجيلات الوطنية أو الإقليمية. أما الخطوة الإدارية اللاحقة لذلك التسجيل الدولي فهي إجراء من خطوة واحدة من خلال الويبو، بما في ذلك التعديلات والتحديثات والتجديدات. 

## التغطية الجغرافية
يضم نظام لاهاي 77 طرفًا متعاقدًا، ويغطي أكثر من 90 دولة، بما في ذلك جميع دول الاتحاد الأوروبي (EU) والمنظمة الأفريقية للملكية الفكرية (OAPI). ويمكن لمستخدمي نظام لاهاي اختيار أي عدد من هذه الأطراف المتعاقدة حسب رغبتهم عند إيداع طلب دولي.
وفقاً للقواعد المنصوص عليها في اتفاقية لاهاي بشأن الإيداع الدولي للرسوم والنماذج الصناعية،  يمكن لأي شخص مواطن - أو لديه إقامة أو محل إقامة معتاد أو مؤسسة صناعية أو تجارية فعلية وفعالة في أيٍ من الأطراف المتعاقدة في نظام لاهاي (بما في ذلك أي دولة من الاتحاد الأوروبي أو المنظمة الأفريقية للملكية الصناعية (OAPI) استخدام نظام لاهاي.  لا يوجد أي شرط مسبق لتقديم طلب تصميم وطني أو إقليمي. 

## التاريخ
تعود نشأة نظام لاهاي إلى عام 1925، حيث اعتُمدت اتفاقية لاهاي بشأن الإيداع الدولي للرسوم والنماذج الصناعية. جرت مراجعة اتفاقية لاهاي في عام 1934 (وثيقة لندن) ومرة أخرى في عام 1960 (وثيقة لاهاي). ثمة وثيقة إضافية وُقّعت في موناكو عام 1961، ووثيقة تكميلية تكمل اتفاق لاهاي وُقّعت في ستوكهولم عام 1967 (عُدّلت مرة أخرى في عام 1979).
لم يعد من الممكن تقديم الطلبات الدولية بموجب اتفاقية لندن (1934) – جُمّد في 1 يناير 2010 – وأنهي في 18 أكتوبر 2016. ومع ذلك، لا يزال من الممكن حاليًا تجديد أو تعديل التسجيل الدولي المسجل بموجب هذه الاتفاقية، حتى تاريخ الحد الأقصى لمدة الحماية المنصوص عليها - خمسة عشر عامًا. ستنتهي جميع الأنشطة بموجب اتفاقية لندن (1934) في موعد أقصاه 31 ديسمبر 2024.
آخر وثيقة من اتفاقية لاهاي هي وثيقة جنيف (1999) – الموقعة في 2 يوليو 1999 – والتي دخلت حيز التنفيذ في 23 ديسمبر 2003. لا تزال وثيقة جنيف (1999) ووثيقة لاهاي (1960) – وهما وثيقتان مستقلتان من اتفاقية لاهاي – ساريتان. وتتم العمليات بشكل شبه كامل بموجب وثيقة جنيف (1999).
وثيقة جنيف مفتوحة لجميع الدول الأعضاء في الويبو وأي منظمة حكومية دولية لديها:
- عضو واحد على الأقل في الويبو.
- مكتب يمكن من خلاله الحصول على حماية التصميم، ويكون ذلك ساريًا في الإقليم الذي تنطبق عليه المعاهدة التأسيسية للمنظمة الحكومية الدولية.

وثيقة جنيف:
- توسّع نطاق العضوية لتشمل البلدان التي لديها مكاتب للملكية الفكرية تعمل على فحص حداثة التصاميم.
- تضمن توافق نظام التسجيل الدولي مع الأنظمة الإقليمية.
- تقدّم المزيد من الميزات وزيادة النطاق الجغرافي.

تكمل اللوائح المشتركة والتعليمات الإدارية وثيقتي اتفاق لاهاي الساريتين.

## استخدام نظام لاهاي
يتم إيداع طلبات التصميم الدولي مباشرة من خلال المنظمة العالمية للملكية الفكرية، وفقاً للمتطلبات والإجراءات المنصوص عليها في اتفاق لاهاي. يحكم الإطار القانوني المحلي لكل طرفٍ متعاقد معين حماية التصميم التي توفرها التسجيلات الدولية الناتجة.

### إجراءات نظام لاهاي

#### تقديم طلب دولي
من خلال نظام لاهاي، يقدم مقدمو الطلبات طلبًا دوليًا واحدًا مباشرة إلى الويبو - بلغة واحدة ويدفعون الرسوم بعملة واحدة (الفرنك السويسري). ويمكنهم تعيين عدد قليل أو كثير من الأطراف المتعاقدة (أعضاء) في نظام لاهاي حسب رغبتهم، بناءً على الأسواق المستهدفة.
يمكن أن يتضمن الطلب الدولي الواحد ما يصل إلى 100 تصميم مختلف طالما أنها تنتمي إلى نفس فئة تصنيف لوكارنو - التصنيف الدولي المستخدم لأغراض تسجيل التصاميم. يجب أن يحتوي الطلب الدولي على نسخة واحدة على الأقل (رسم أو صورة فوتوغرافية أو أي تمثيل بياني آخر) لكل تصميم مدرج. ويجب تعيين طرف متعاقد واحد على الأقل.
يمكن لمقدمي الطلبات إيداع طلب دولي عبر الإنترنت باستخدام نظام eHague - البوابة الإلكترونية لنظام لاهاي لحماية التصاميم الدولية. يجب تقديم الطلبات باللغة الإنجليزية أو الفرنسية أو الإسبانية - وهي اللغات الرسمية لنظام لاهاي. 
يمكن للمتقدمين تحديد وقت لنشر تصميماتهم بما يتناسب مع استراتيجية أعمالهم. يتم النشر القياسي بعد اثني عشر شهرًا من تاريخ التسجيل الدولي (عادةً تاريخ الإيداع – التاريخ الذي تلقت فيه الويبو الطلب). وبدلاً من ذلك، يمكن طلب النشر الفوري أو النشر في وقت مختار خلال 30 شهرًا من تاريخ الإيداع (أو أقرب تاريخ للأولوية) - اعتمادًا على القوانين المحلية للأطراف المتعاقدة المعينة.

#### فحص الشكليات
تتحقق الويبو من كل طلب دولي للتأكد من امتثاله للمتطلبات الرسمية  (المعلومات الضرورية لمودع الطلب/الممثل، وجودة النسخ، ودفع الرسوم، وما إلى ذلك).
- إذا كان الطلب لا يستوفي المتطلبات اللازمة، ترسل الويبو إلى مقدم الطلب خطاب مخالفة يوضّح الأمور غير المكتملة أو المعيبة. يُمهل مقدم الطلب ثلاثة أشهر لإصلاح تلك المخالفات. بانقضاء هذا الموعد النهائي، لا يعود الطلب صالحاً.[11]مسار أرشيف= https://web.archive.org/web/20240428214708/https://www.wipo.int/hague/en/guide/content.html%7Cتاريخ أرشيف=2024-04-28}}</ref>
- إذا استوفى الطلب جميع المتطلبات اللازمة، تُدخل الويبو التسجيل في السجل الدولي وتنشره في نشرة التصاميم الدولية، وفقًا لجدول النشر المبين في الطلب الدولي. وترسل الويبو أيضًا إلى صاحب التسجيل شهادة تسجيل دولي.[12]

#### نشرة التصاميم الدولية
نشرة التصاميم الدولية - التي تصدر أسبوعياً - هي المنشور الرسمي للتسجيلات الدولية لنظام لاهاي، وتحتوي على جميع البيانات ونسخ التصاميم المشمولة في تلك التسجيلات. كما تُوفر تفاصيل حول التجديدات والقرارات والتغييرات المتعلقة بهذه التسجيلات. وهو مرجع البيانات الرسمي لأصحاب التسجيلات الدولية ومكاتب الملكية الفكرية التابعة للأطراف المتعاقدة المعينة والجمهور بوجهٍ عام. 

#### الفحص الموضوعي
بمجرد أن تنشر الويبو التسجيل الدولي في نشرة التصاميم الدولية، يجوز لمكتب الملكية الفكرية للأطراف المعّينة (من المتعاقدين المختارين للتحقق) إجراء فحص موضوعي كلً على حدة، والتحقق على سبيل المثال من حداثة التصميم (التصاميم).
يحق لكل طرف متعاقد أن يرفض آثار التسجيل الدولي داخل إقليمه، إذا لم يستوف المتطلبات الموضوعية لقانونه المحلي. لا يمكن أن يستند الرفض إلى متطلبات شكلية. ويقتصر رفض أحد الأطراف المتعاقدة على أراضيه ولا يؤثر على التسجيل الدولي في قضاء (تقسيم إداري) معينة أخرى. 
ويجب إخطار الويبو بأي رفض في غضون ستة (أو اثني عشر) شهرًا من تاريخ النشر في نشرة التصاميم الدولية. تُبلغ الويبو صاحب التسجيل، الذي يمكنه بعد ذلك اتخاذ إجراءات تصحيحية. ويجب على أصحاب التسجيل أن يطعنوا في حالات الرفض على المستوى المحلي، وفقاً للإجراءات المعمول بها في مكتب الملكية الفكرية المعني. 
وفي حالة عدم وجود رفض، تعتبر الحماية ممنوحة في ولاية قضائية معينة، بموجب قوانينها المحلية. وتصدر بعض مكاتب الملكية الفكرية، رغم أنها غير ملزمة بذلك، بيان منح الحماية بعد الانتهاء من الفحص الموضوعي. عندما ينجح صاحب التسجيل في الطعن في الرفض، يجب على مكتب الملكية الفكرية التابع للطرف المتعاقد المعني سحب الرفض أو إصدار بيان منح الحماية.

#### إدارة التسجيلات الدولية
يمكن لأصحاب التسجيلات إجراء تغييرات على تسجيلاتهم الدولية مثل تحديث تفاصيل الاتصال، أو إجراء تغييرات على الملكية، أو تعيين ممثلين، أو طلب التنازل أو التحديد. تتم إدارة التسجيلات الدولية مركزيًا من خلال الويبو ما يعني أن التغييرات تنطبق تلقائيًا على جميع الأطراف المتعاقدة المعينة - باستثناء حالة التقييد أو التنازل.
يُجري أصحاب التسجيل جميع التغييرات باستخدام نماذج نظام لاهاي الرسمية. تسجل الويبو التعديلات في السجل الدولي وتنشرها في نشرة التصاميم الدولية. 

#### تجديد التسجيلات الدولية
الفترة الأولية للحماية التي يوفرها نظام لاهاي هي خمس سنوات. من الممكن تجديد التسجيل الدولي مرتين. وإذا كان تشريع أحد الأطراف المتعاقدة يسمح بمدة حماية أطول، فإن هذا ينطبق أيضًا على التسجيلات الدولية. 
ويمكن لأصحاب التسجيلات تجديد تسجيلاتهم مباشرة عبر الإنترنت من خلال منصة الويبو الإلكترونية eHague لأكبر عدد من التصاميم المدرجة، ولأي عدد من الأطراف المتعاقدة المعينة، حسب الرغبة. 

## إحصائيات

### بيانات 2024
ارتفع عدد الطلبات الصناعية لعام 2024 بنسبة 6.8٪، مسجلاً بذلك رابع زيادة سنوية على التوالي. وبلغ نظام لاهاي للحماية الدولية للتصاميم الصناعية التابع للويبو أعلى مستوياته، حيث بلغ 27,161 طلباً.

### بيانات 2023

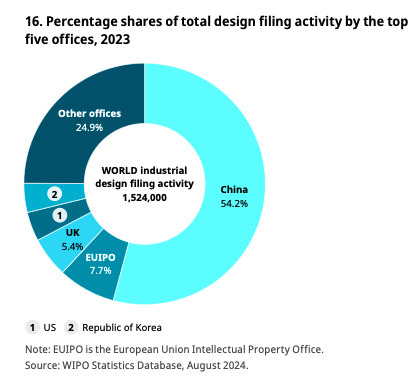

تشير البيانات الإحصائية الصادرة في عام 2024 إلى تقديم ما يقارب 1.2 مليون طلب تصميم صناعي حول العالم. وتشير التقديرات إلى أن هذه الطلبات تضمنت ما يقارب 1.5 مليون تصميم، وهو ما يمثل زيادة بنسبة 2.8٪ عن عام 2022.
ثلاثة أرباع (أي نسبة 75.1%) طلبات التصميم الصناعي في جميع أنحاء العالم حدثت في أكبر خمسة مكاتب في عام 2023. تمثل الطلبات المقدمة من مكتب الصين وحده 54.2% من الإجمالي العالمي، ويرجع ذلك في المقام الأول إلى طلبات المقيمين الصينيين.
مع تقديم 882,807 تصميماً، كان المودعون المقيمون في الصين الأكثر نشاطاً في العالم من حيث عدد التصاميم في عام 2023. وتبعهم المودعون من الولايات المتحدة (69,076)، ألمانيا (64,986)، إيطاليا (60,486)، وكوريا الجنوبية (60,120).

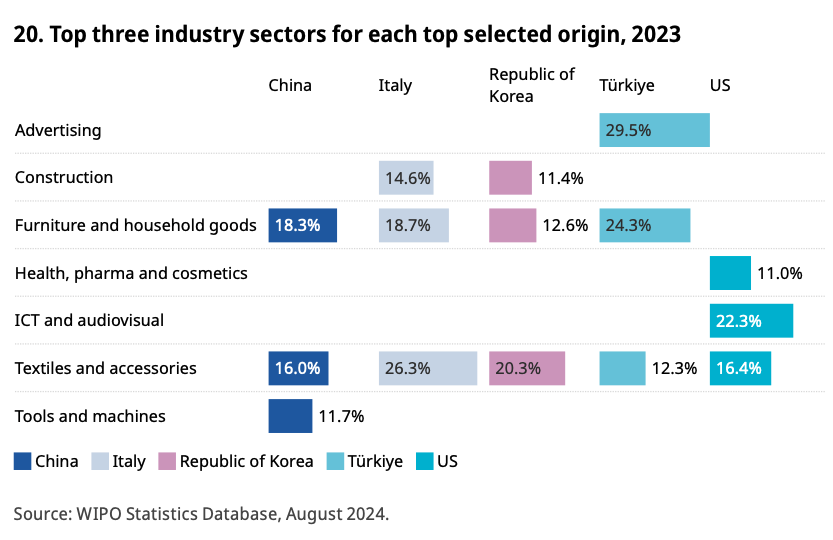

يعمل تجميع فئات لوكارنو الـ 32 في 12 قطاع صناعي على تسليط الضوء على أهم قطاعات الصناعة للتصاميم الواردة في طلبات التصاميم الصناعية المودعة. في عام 2023، كانت القطاعات ذات الحصص الأكبر من الإجمالي العالمي هي المنسوجات وملحقاتها (17.3%)، الأثاث والسلع المنزلية (16.9%)، الآلات والأدوات (11%)، الأدوات الكهربائية والإضاءة (9.2%)، وتقانة المعلومات والمعدات السمعية البصرية (8.8%)..

### بيانات 2021
تُظهر البيانات الإحصائية الصادرة عام 2022 أن عدد التصاميم الواردة في الطلبات الدولية قد ارتفع بنسبة 20.8% عن عام 2021 ليصل إلى 22480 تصميماً - وهو أسرع نمو منذ عام 2010. وللعام الخامس على التوالي، تصدرت شركة سامسونج للإلكترونيات (جمهورية كوريا) قائمة أكبر مقدمي الطلبات.

### بيانات 2020
تكشف البيانات الإحصائية الصادرة عام 2021 انخفاض عدد الطلبات بنسبة 1.7 عن العام السابق، وذلك بسبب جائحة كوفيد-19.
|                           | 2020   | 2019   | التباين |
| الطلبات المقدمة           | 5,792  | 5,886  | -1.7%   |
| حالات التسجيل المسجلة     | 6,795  | 5,042  | +34.8%  |
| تجديدات التسجيلات الدولية | 4,759  | 3,550  | +34.2%  |
| التسجيلات قيد الإنفاذ     | 44,096 | 40,500 | +6.3%   |

سجلت المنظمة العالمية للملكية الفكرية 6795 تسجيلاً دولياً عام 2020، وهو ما يمثل زيادة بنسبة 34.8% عن عام 2019.
في عام 2020، كان بلغ عدد التسجيلات الدولية سارية المفعول قرابة 44,100 تسجيلاً دولياً، ما يوفر الحماية لحوالي 172,200 تصميم.